# 태릉중학교 축구부
태릉중학교 축구부는 서울특별시에 위치한 태릉중학교의 축구부이다. 

## 같이 보기
- 태릉중학교